# فيرينك لاسلو
فيرينك لاسلو (بالرومانية: Ferenc László)‏ هو موسيقي روماني، ولد في 8 مايو 1937 في كلوج نابوكا في رومانيا، وتوفي بنفس المكان في 17 مارس 2010.

## وصلات خارجية
- فيرينك لاسلو على موقع ميوزك برينز (الإنجليزية)